# Warrawoona Group

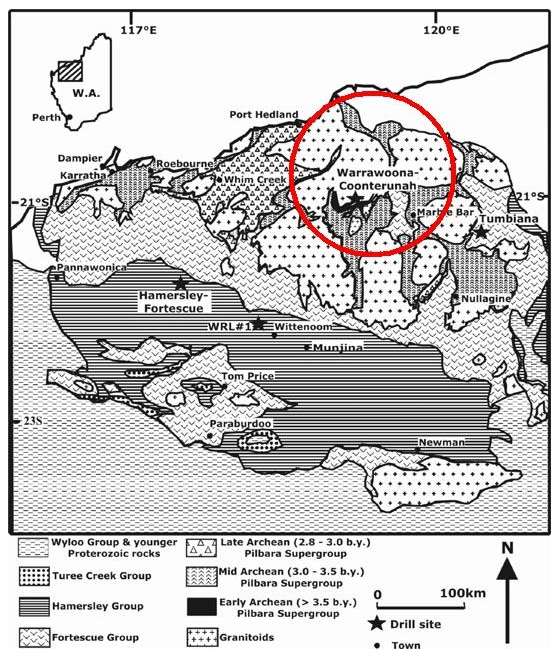
Overzichtskaart van het Pilbarakraton met in de rode cirkel (maar ook daarbuiten) locaties van groensteengordels waarin de Warrawoona Group voorkomt.

De Warrawoona Group is een serie gesteentelagen in de ondergrond van het Pilbarakraton in het westen van Australië. De stratigrafische groep behoort tot het Paleoarcheïcum en is ongeveer 3490 tot 3320 miljoen jaar oud. De Warrawoona Group komt voor in het noordoostelijke terrein van het kraton (het Eastern Pilbara Granite-Greenstone Terrane), waar ze onderdeel uitmaakt van de groensteengordels. De Warrawoona Group bestaat uit vulkanisch en sedimentair gesteente, dat overwegend gemetamorfoseerd is in de groenschistfacies. De vulkanieten zijn ultramafisch tot felsisch, maar het dominante type is basalt. In hoornsteenlagen ("chert") van de Warrawoona Group zijn de oudst bekende microfossielen van eenvoudige, prokaryotische bacteriën gevonden.
De Warrawoona Group bestaat uit twaalf formaties verdeeld over drie subgroepen. De fossielen komen uit verschillende van die onderverdelingen, maar de bekendste vindplaats is de Apex Chert. Ultramafisch gesteente komt vooral voor in de onderste delen van de groep. 